# Ailao Shan
Das Ailao-Gebirge (chinesisch 哀牢山, Pinyin Āiláo Shān; Hani: Hhaqlol haolgaoq) liegt im mittleren südlichen Gebiet der südwestchinesischen Provinz Yunnan. Es bildet die Wasserscheide zwischen den Flüssen Yuan Jiang 元江 (dem Roten Fluss) und Amo Jiang 阿墨江. Es bildet die Grenzlinie zwischen dem Yunnan-Hochland und dem Hengduan-Gebirge.
In dem Gebirge wurde 1986 das Ailaoshan-Naturschutzgebiet (chin. Ailao Shan ziran baohuqu 哀牢山自然保护区; englisch Ailao Mountain Nature Reserve) von den lokalen Behörden eingerichtet. Es hat eine Fläche von 219.900 mu. 1988 wurde es vom Staatsrat als nationales Naturschutzgebiet anerkannt. Mit einer Waldbedeckungsrate von 66,4 % ist es der Urwald, der Kunming am nächsten liegt. Das Gebirge erhebt sich 2080 bis 3165,9 Meter über den Meeresspiegel.
Die Pflanzen im Schutzgebiet sind reich an Arten, es wachsen viele wertvolle Wildpflanzen wie der Bolusbaum (Calcalyx chrysanthemum), der Wassergrünbaum, der wilde Teebaum und der wilde Ginkgo biloba. In dem dichten Wald leben viele seltene Vögel und andere Tiere, zum Beispiel Bengaltiger, grüne Pfauen, schwarze Gibbons, Königskobras, Schwarzbären und Nebelparder. Darüber hinaus gibt es eine Vielzahl wertvoller Nutz-, Heil- und Ziervögel wie Turteltauben und Nektarvögel, die seltene biologische „Genpools“ darstellen. 1992 wurde das Schutzgebiet als waldökologisches Orientierungsobservatorium der Vereinten Nationen „Mensch und Biosphäre“ aufgeführt.
Das Ailao-Gebirge verfügt nicht zudem über eine starke kulturelle und historische Landschaft und eine reiche und farbenfrohe nationale Kultur.  Zu den malerischen Orten im Ailao Mountain Scenic Area gehören derzeit hauptsächlich „Nan'en Waterfall“, „Longxi Family“ Manor, „Shili River Scenery“ und „Tea Horse Road“.